# Diego (tartaruga)

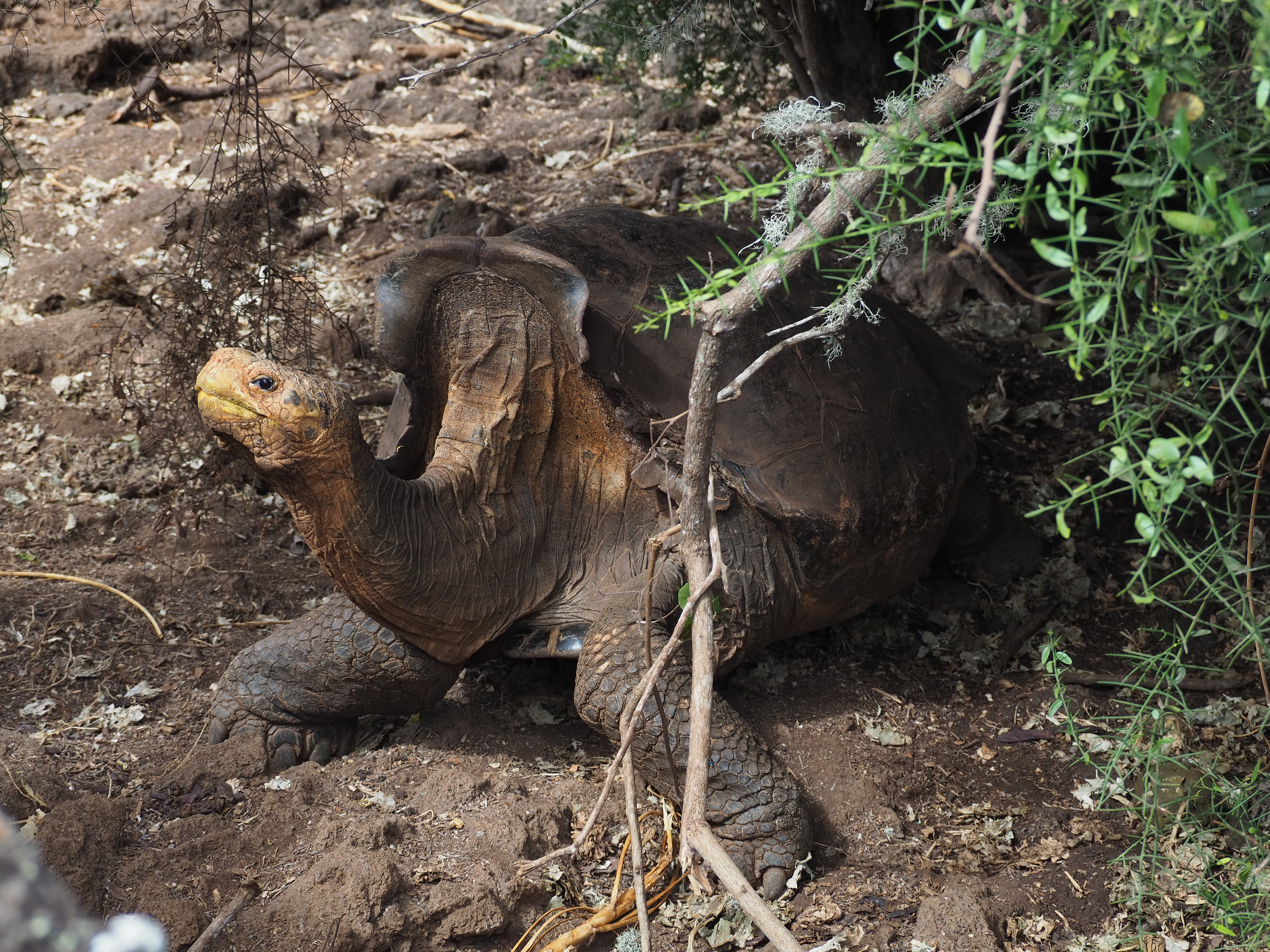
Diego nel 2019

Diego (Galápagos, Isola Española, anni 1910) è un esemplare di tartaruga Chelonoidis hoodensis di oltre 100 anni, noto per aver salvato la sua specie dall'estinzione.
Nato sull'isola di Española, è arrivato nel 1959 negli Stati Uniti e per 17 anni ha vissuto nello zoo di San Diego, da qui il suo nome.
Quando negli anni settanta vi fu una spedizione per censire il numero di esemplari di tartarughe sull'Isola Española, venne segnalata la presenza di soli 14 esemplari (2 maschi e 12 femmine), di cui dei due maschi solo uno sessualmente attivo. Per questo si cercò in tutto il mondo un esemplare della stessa specie per cercare di salvare la popolazione di tartarughe.
Diego fu individuato come "maschio alfa" e fu riportato dallo zoo di San Diego (Stati Uniti) all'Isola di Española (Galápagos) per un programma di riproduzione in cattività.
Diego si presentò come un esemplare maschio dominante e molto attivo sessualmente; infatti grazie alle sue doti la specie non è più in via di estinzione, passando da un numero di 14 esemplari negli anni settanta a una stima di circa 2500 esemplari oggi, di cui 800 sono stati individuati come figli naturali di Diego.